# Valentin Feldman
Valentin Feldman (San Pietroburgo, 23 giugno 1909 – Suresnes, 27 luglio 1942) è stato un filosofo francese, militante comunista e membro della resistenza francese durante la seconda guerra mondiale.

## Biografia
Amico di Simone Weil, Jean-Paul Sartre, Simone de Beauvoir, Claude Lévi-Strauss, Gaston Bachelard e Georges Politzer, ebbe un notevole interesse per l'estetica e ha scritto L'Esthétique française contemporaine (Paris, Félix Alcan, 1936). Il 1937 aderì al Partito Comunista Francese. Nel 1939, si oppone alla firma del patto Molotov-Ribbentrop, ma non rompe con il partito. Occupò un posto di professore di filosofia nel liceo Dieppe. Nel 1940 era a supervisionare l'uscita di un bollettino segreto, L'Avenir normand. Nel febbraio del 1942 le operazioni di Feldman si interruppero a causa del suo arresto. Venne messo sotto tortura e in seguito, fu consegnato ai nazisti, che il 27 luglio lo portarono davanti al plotone d'esecuzione. Le ultime parole di Valentin Feldman sono state: "Imbéciles, c'est pour vous que je meurs!" ("Imbecilli, è per voi che morirò!")

## Opere
- L'Esthétique française contemporaine, Paris, Félix Alcan, 1936.
- L'Estetica francese, a cura di Dino Formaggio, Milano, Alessandro Minuziano editore, 1945 (traduzione italiana)
- Journal de guerre 1940-1941, Tours, Farrago, 2006.